# Czesław Bryłka
Czesław Bryłka (ur. 1 września 1955 w Bytomiu) – polski piłkarz grający na pozycji pomocnika, trener.

## Kariera piłkarska

### Polonia Bytom
Czesław Bryłka karierę piłkarską rozpoczął w 1974 roku w Polonii Bytom, w której zadebiutował 20 listopada 1974 roku w meczu 1/8 finału Pucharu Polski 1974/1975 z rezerwami ROW-u Rybnik (0:1), zastępując w drugiej połowie Adama Krupę, natomiast 1 grudnia 1974 roku w wygranym 4:0 meczu u siebie z Arką Gdynia, w którym w 67. minucie zastąpił Rainera Kuchtę, zadebiutował w ekstraklasie. W sezonie 1975/1976 klub zajmując ostatnie – 16. miejsce, spadł z ekstraklasy, jednak w sezonie 1976/1977 wrócił do niej, po wygranej Grupy Południowej, a także awansował do finału Pucharu Polski, w którym nie grał, a jego klub 21 lipca 1977 roku na Stadionie Śląskim w Chorzowie przegrał 1:0 z Zagłębiem Sosnowiec. Jednak w sezonie 1979/1980 klub zajmując ostatnie – 16. miejsce, ponownie spadł z ekstraklasy. Z klubu odszedł po sezonie 1982/1983. Łącznie w ekstraklasie rozegrał 75 meczów, w których zdobył 5 goli.

### CKS Czeladź
Następnie wraz z kolegą z Polonii Bytom – Edwardem Rackim został zawodnikiem występującej w klasie okręgowej w Grupie Katowice I CKS Czeladź, z którą w sezonie 1984/1985 awansował do III ligi, a w sezonie Wicemistrzostwo 1986/1987 zdobył wicemistrzostwo III ligi. Po sezonie 1987/1988 zakończył piłkarską karierę.

## Kariera trenerska
Czesław Bryłka po zakończeniu kariery piłkarskiej rozpoczął karierę trenerską. W latach 1997–2000 dwukrotnie był trenerem Silesii Miechowice.

## Sukcesy
Polonia Bytom
- Awans do ekstraklasy: 1977
- Finał Pucharu Polski: 1977

CKS Czeladź
- Awans do III ligi: 1985
- Wicemistrzostwo III ligi: 1987